# Zacco taiwanensis
 Zacco taiwanensis és una espècie de peix de la família dels ciprínids i de l'ordre dels cipriniformes que es troba a Taiwan i la Xina.